# Phoebe Anna Traquair
Phoebe Anna Traquair ( /t r ə ˈ k w ɛər / ; 24 mai 1852 - 4 août 1936) est une artiste d'origine irlandaise, qui obtient une reconnaissance internationale pour son rôle dans le mouvement Arts and Crafts en Écosse, en tant qu'illustratrice, peintre et brodeuse. Ses œuvres comprennent des peintures murales à grande échelle, des broderies, des bijoux en émail et des enluminures de livres. En 1920, elle est élue membre honoraire de la Royal Scottish Academy.

## Famille

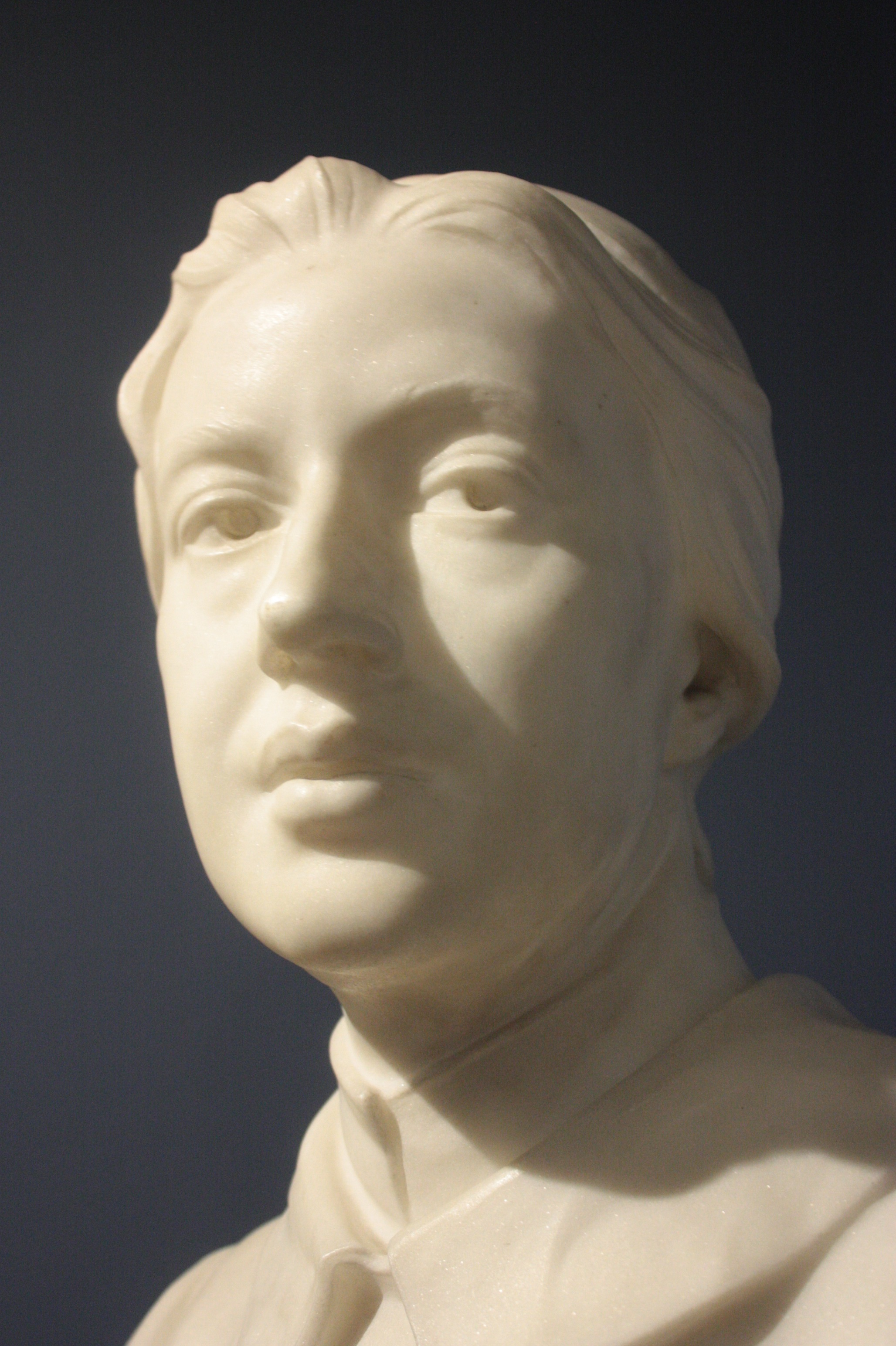
Phoebe Traquair par Peter Induni, 1927, Scottish National Portrait Gallery

Phoebe Traquair est née Phoebe Anna Moss le 24 mai 1852 à Kilternan, dans le comté de Dublin. Elle est la fille du médecin William Moss et Teresa Richardson. Phoebe est la sixième de leurs sept enfants. Elle étudie l'art à la School of Design de la Royal Dublin Society entre 1869 et 1872. Elle épouse le paléontologue écossais Ramsay Heatley Traquair le 5 juin 1873,. Le couple déménage à Colinton Farm dans le sud-ouest d'Édimbourg au printemps 1874,. Certains de ses travaux sont des dessins paléontologiques liés aux recherches de son mari sur les poissons fossiles, et ces dessins sont conservés dans les collections spéciales de la bibliothèque des musées nationaux d'Écosse. Ils ont trois enfants, Ramsay, Harry et Hilda.
Le frère aîné de Phoebe, William Richardson Moss, est un collectionneur d'art passionné qui possède un certain nombre d'œuvres de Dante Gabriel Rossetti. Traquair partage avec son frère cet amour de l'art, notamment une fascination particulière pour le travail de Rossetti et celui de William Blake, et son style et le choix du sujet restent profondément influencés par l'art et la poésie de Blake et Rossetti tout au long de sa vie.

### Hôpital royal pour enfants malades
En 1885 et 1886, Traquair crée une série de peintures murales pour la chapelle mortuaire du Royal Hospital for Sick Children d'Édimbourg. La peinture murale est de Three Maidens (Divine Powers) qui est bordée d'images dans des lunettes d'écrivains, d'artistes et de critiques, tels qu'Edward Burne-Jones, William Bell Scott, Joseph Noel Paton et John Ruskin, qui a une influence considérable sur Traquair. C'est sa première œuvre en tant qu'artiste professionnelle. La morgue est une petite pièce sans fenêtre, anciennement un charbonnier, où les corps peuvent être laissés «avec respect et amour» avant l'inhumation. Les travaux sont achevés en 1886 et avant que le bâtiment ne soit développé en 1894, les peintures murales sont transférées sur un nouveau site et Traquair les restaurent et en ajoute, quoique dans une composition plus simple, entre 1896 et 1898,.

### Cathédrale Sainte-Marie

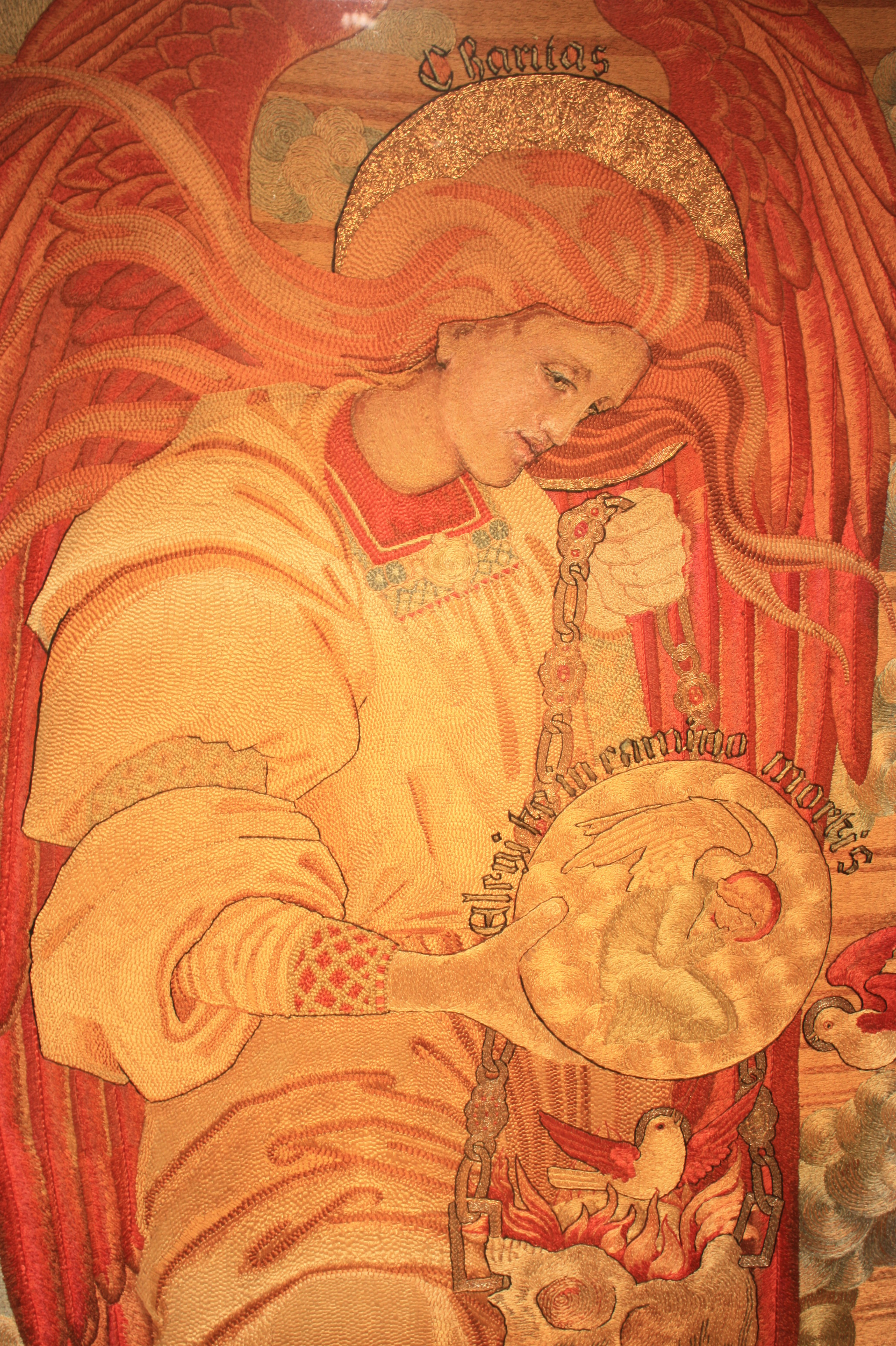
Salut de l'humanité (détail), 1886 à 1893

Ses peintures murales de l'école de chant de la cathédrale Sainte-Marie (1888-1892) valent à Traquair la reconnaissance nationale,. Dans un intérieur voûté en tunnel, le mur est représente le clergé et le chœur de la cathédrale. Le mur sud représente les contemporains admirés de Traquair tels que Dante Gabriel Rossetti, William Holman Hunt et George Frederic Watts. Sur le mur nord, les oiseaux et les choristes chantent ensemble, et le mur ouest montre les quatre bêtes chantant le Sanctus. Elle réalise également un livre contenant des reproductions des médaillons sur les bordures du mur accompagnées d'un texte manuscrit. L'école de chant est toujours utilisée quotidiennement pour la pratique des choristes.

### Église Place Mansfield
L'œuvre la plus connue de Traquair se trouve dans la vaste ancienne église apostolique catholique (1893-1901) sur Mansfield Place (maintenant appelée le Mansfield Traquair Centre) au pied de la rue Broughton, qui est appelée "Chapelle Sixtine d'Édimbourg" et "une couronne de joyaux". C'est ce travail qui « a contribué à confirmer sa reconnaissance internationale ».

### Autres travaux
Une œuvre de Traquair se trouve dans la chapelle Thistle de la cathédrale St Giles où elle conçoit les premiers panneaux armoriaux en émail sur les sièges des chevaliers. Une autre de ses œuvres est un manuscrit enluminé Arts and Crafts de Sonnets du portugais par la poétesse victorienne Elizabeth Barrett Browning, qui est détenu par la Bibliothèque nationale d'Écosse (NLS). Traquair est une artiste prolifique qui, en plus de ses peintures murales et de ses broderies, produit des centaines de bijoux. Elle est invitée à exposer à l'Exposition universelle de Chicago en 1893, et ses quatre panneaux brodés de soie Le progrès de l'âme sont exposés à Saint-Louis en 1904. Cette année-là, elle revient à la peinture murale avec une œuvre pour le choeur de l'Église Saint-Pierre de Clayworth dans le Nottinghamshire. Sa peinture murale finale est achevée pour la chapelle de la famille Manners à Thorney Hill dans la New Forest entre 1920 et 1922. Parmi les nombreuses autres oeuvres de Traquair : les émaux ; manuscrits enluminés de la séquence du sonnet de Rossetti "Willowwood" ; un piano avec un étui fabriqué par l'ami et collaborateur artistique de Traquair, Robert Lorimer, et peint avec des scènes de "Willowwood", le Cantique des cantiques Biblique, et l'histoire de Psyché et Pan; et un triptyque de broderies basé sur l'histoire du Redcrosse Knight de The Faerie Queene d'Edmund Spenser, sont exposés aux National Museums Scotland à Édimbourg.
Au château de Kellie à Fife en 1897, Traquair termine le panneau peint au-dessus de la cheminée dans la salle de dessin du château. La peinture est basée sur la "primavera" de Botticelli et est achevée lorsque John Henry Lorimer occupe le château. Le tableau est recouvert à la fin des années 1940 mais est restauré en 1996 par le National Trust for Scotland.

## Décès

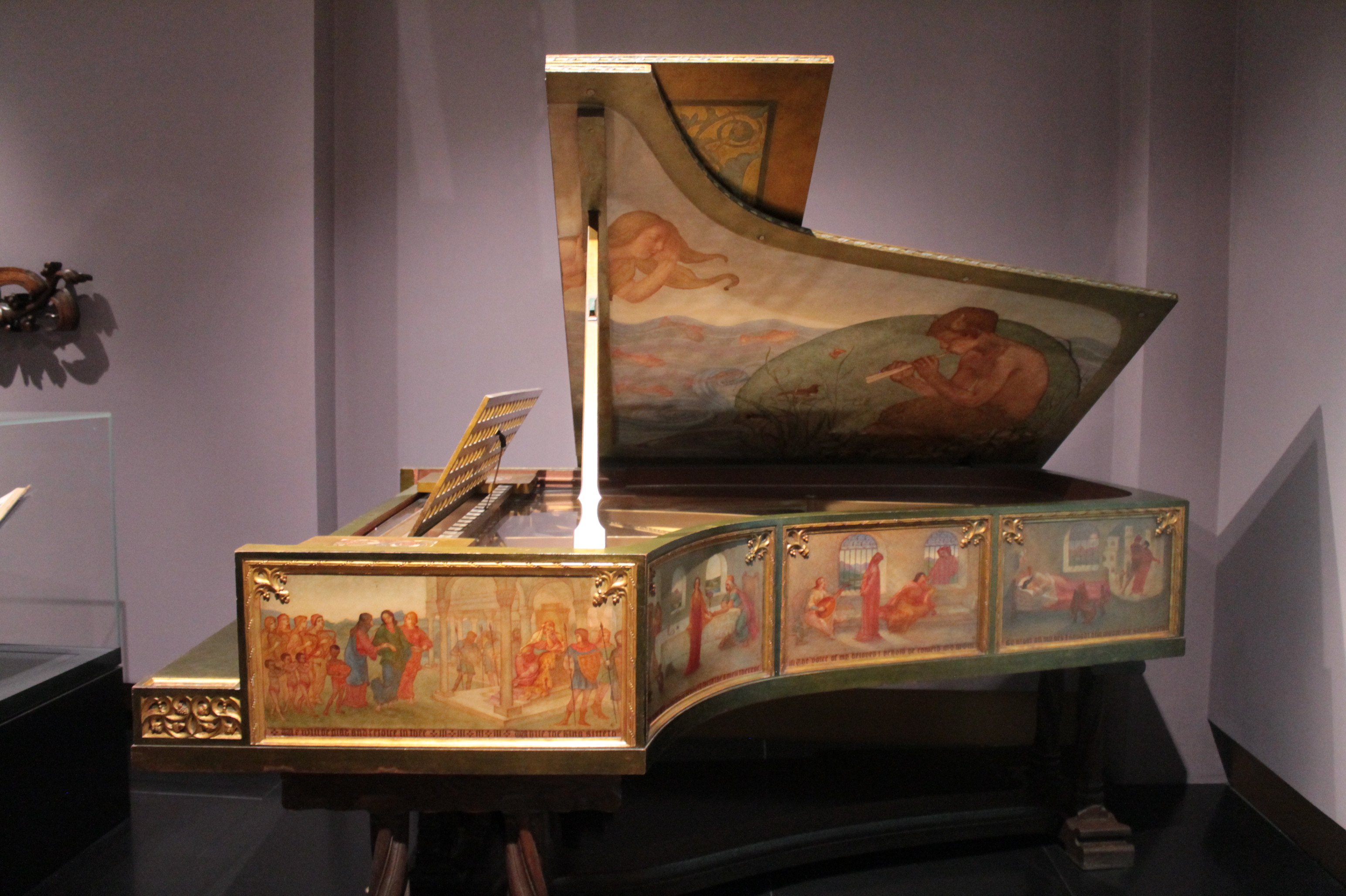
Piano Steinway décoré par Phoebe Traquair, National Museum of Scotland

Phoebe Traquair est enterrée avec son mari et les cendres de son fils Harry Moss Traquair dans le cimetière de Colinton Parish Church à Édimbourg. Elle conçoit la pierre tombale et elle est sculptée par Pilkington Jackson (en).

## Travaux
- John Sutherland Black, Dante Illustrations and Notes, Edinburgh, T.& A. Constable (private printer), 1890 (OCLC 805029900, lire en ligne)
- Dante Gabriel Rossetti, The House of Life, Edinburgh, William J. Hay, 1904 (lire en ligne)